# Luke Pipes the Pippins
Luke Pipes the Pippins (o Luke Pipes the Pippens) è un cortometraggio muto del 1916 prodotto e diretto da Hal Roach.  Interpretato da Harold Lloyd, il film fa parte della serie di comiche che avevano come protagonista il personaggio di Lonesome Luke.

## Trama
Luke gestisce un'agenzia di annotazione di truffe.

## Produzione
Il film fu prodotto da Hal Roach per la Rolin Films (come Phunphilms). Venne girato dal 7 novembre al 29 dicembre 1915.

## Distribuzione
Distribuito dalla Pathé Exchange, il film - un cortometraggio in una bobina - uscì nelle sale cinematografiche USA il 15 marzo 1916. La Pathé Frères lo distribuì in Francia il 9 febbraio 1917 con il titolo Impresario par intérim.